# CT-34
L'autoroute CT-34 est une autoroute urbaine en projet qui permettra d'accéder à la zone industrielle et au Port d'Escombreras depuis l'A-30/CT-32 en venant de Carthagène.
Elle va doubler la N-343.

## Tracé
- Elle se déconnecte de l'Autoroute espagnole A-30|A-30 et de la CT-32 à l'est de Carthagène.
- Elle descend le long de la vallée d'Escombreras jusqu'à arriver dans la zone portuaires au Port d'Escombreras

## Sorties
| Numéro de la sortie | Nom de la sortie                                                                                                  | Bifurcation |
| ------------------- | --- | ----------- |
|                     | Murcie - Albacete - Madrid Carthagène Est - Carthagène-Paseo de Alfonso XIII Torrevieja - Alicante - Valence AP-7 | A-30 CT-32  |
| 01                  | Carthagène-Calle de Ciudad de Oran La Union - San Javier                                                          | N-332       |
|                     | Alumbres - Zone Industrielle                                                                                      |             |
|                     | Valle d'Escombreras                                                                                               |             |
|                     | Lo Campano - Port de Carthagène Zones Industrielles - Raffinerie d'Escombreras                                    |             |
|                     | Port d'Escombreras Seulement pour les autorisées                                                                  |             |